# Миглен
Ми́глен (болг. Мъглен) — село в Бургаській області Болгарії. Входить до складу громади Айтос.

## Населення
За даними перепису населення 2011 року у селі проживали 1249 осіб.
Національний склад населення села:
| Національність   | Кількість осіб | Відсоток |
| ---------------- | -------------- | -------- |
| турки            | 832            | 72,3%    |
| цигани           | 266            | 23,1%    |
| болгари          | 41             | 3,6%     |
| інша             | 0              | 0%       |
| не визначились   | 11             | 1,0%     |
| Всього відповіли | 1150           |          |

Розподіл населення за віком у 2011 році:
Динаміка населення: